# Lynton and Lynmouth Cliff Railway
La Lynton and Lynmouth Cliff Railway è una funicolare realizzata con un sistema di contrappesi ad acqua in servizio tra le città di Lynton e Lynmouth sulla costa del Devon in Inghilterra